# 星之卡比 超級豪華版
《星之卡比 超級豪華版》是HAL研究所开发、任天堂发行於超级任天堂的平台游戏。该作1996年于日本和北美发行，1997年于欧洲发行。

## 超究極豪華版
《星之卡比 超究極豪華版》為任天堂DS上為紀念系列15周年所推出的重製版本，2008年9月22日於北美上市、同年11月8日於日本上市、2009年12月18日於歐洲上市。
《超究極豪華版》是熊崎信也首次擔任總監的星之卡比系列作品，之後他成為系列的主要開發者。至於擔任《超級豪華版》總監的櫻井政博，此時已經離開了HAL研究所，因此完全沒有參與《超究極豪華版》的開發。

## 反響
本作於日本銷售超過百萬份。